# Joni Aho
Joni Aho (Kaarina, 12 april 1986) is een Fins voormalig voetballer, die doorgaans speelde als rechtsback. Tussen 2006 en 2017 speelde hij voor Inter Turku, FC Lahti en opnieuw Inter Turku. Aho maakte in 2009 zijn debuut in het Fins voetbalelftal en kwam tot drie interlandoptredens.

## Clubcarrière
Aho begon zijn carrière in de jeugdopleiding van VG-62 Naantali, wat hij in 2006 verliet voor Inter Turku. Voor die laatste club debuteerde hij dan ook, toen hij op 4 juni 2006 van coach Kani Virtanen mocht meespelen in de met 2–0 gewonnen wedstrijd tegen VPS. Tijdens dat duel kwam hij een paar minuten voor tijd het veld in voor Mika Ojala. Uiteindelijk speelde hij meer dan honderd wedstrijden voor Inter Turku, maar op 2 april 2013 transfereerde hij naar een andere club. FC Lahti nam de verdediger namelijk transfervrij over. Elf maanden later keerde hij weer terug naar Inter Turku, waar hij zijn handtekening zette onder een verbintenis tot eind 2016. In 2017 zette hij een punt achter zijn carrière.

## Interlandcarrière
Zijn debuut in het Fins voetbalelftal maakte Aho op 4 februari 2009, toen er met 5–1 verloren werd van Japan. Van bondscoach Stuart Baxter mocht de verdediger negentig minuten lang meespelen.

### Gespeelde interlands
| Interlands van Joni Aho voor Finland | Interlands van Joni Aho voor Finland | Interlands van Joni Aho voor Finland | Interlands van Joni Aho voor Finland | Interlands van Joni Aho voor Finland | Interlands van Joni Aho voor Finland | Interlands van Joni Aho voor Finland |
| №                                    | Datum                                | Wedstrijd                            | Uitslag                              | Competitie                           | Goals                                |                                      |
| Als speler bij Inter Turku           | Als speler bij Inter Turku           | Als speler bij Inter Turku           | Als speler bij Inter Turku           | Als speler bij Inter Turku           | Als speler bij Inter Turku           | Als speler bij Inter Turku           |
| ------------------------------------ | ------------------------------------ | ------------------------------------ | ------------------------------------ | ------------------------------------ | ------------------------------------ | ------------------------------------ |
| 1                                    | 4 februari 2009                      | Japan – Finland                      | 5 – 1                                | Vriendschappelijk                    |                                      |                                      |
| 2                                    | 18 januari 2010                      | Zuid-Korea – Finland                 | 2 – 0                                | Vriendschappelijk                    |                                      |                                      |
| 3                                    | 22 januari 2012                      | Trinidad en Tobago – Finland         | 2 – 3                                | Vriendschappelijk                    |                                      |                                      |